# 约瑟夫·艾迪生
约瑟夫·艾迪生（英語：Joseph Addison，1672年5月1日—1719年6月17日） 英国散文家、诗人、剧作家以及政治家。艾迪生的名字在文学史上常常与他的好朋友理察·斯蒂爾一起被提起，两人最重要的贡献是创办两份著名的杂志《闲谈者》与《旁观者》。
艾迪生出生于英国西南部威尔特郡的米爾斯頓，父亲是立斯菲尔德的教长。他在著名的私立学校歌得明切特豪斯学校接受教育，并在这里最早认识了斯蒂尔。艾迪生之后又进入牛津大学王后学院就读，毕业后在牛津大学莫德林学院教书。1693年艾迪生寄给著名诗人约翰·德莱顿一首诗，1694年艾迪生撰写的一部有关英国诗人生平的书获得出版。1699年艾迪生开始为从事外交工作接受训练，游历欧洲各国，同时研究政治。1705年他在哈利法克斯的政府中工作，出任副国务秘书，1708年当选国会议员，之后被派往爱尔兰，在那里度过一年，并结识了乔纳森·斯威夫特。
回到英国后他恢复了与斯蒂尔的交情，合作创办杂志《闲谈者》，两人在1711年创办了另一份杂志《旁观者》，艾迪生此时成为一名非常成功的剧作家。1716年艾迪生与沃里克伯爵夫人结婚，1717年至1718年他担任了国务秘书，后因健康原因被迫辞职，但是他直到死一直都担任国会议员。1719年6月艾迪生去世，被埋葬在西敏寺。